# Sabaikalskaja schelesnaja doroga

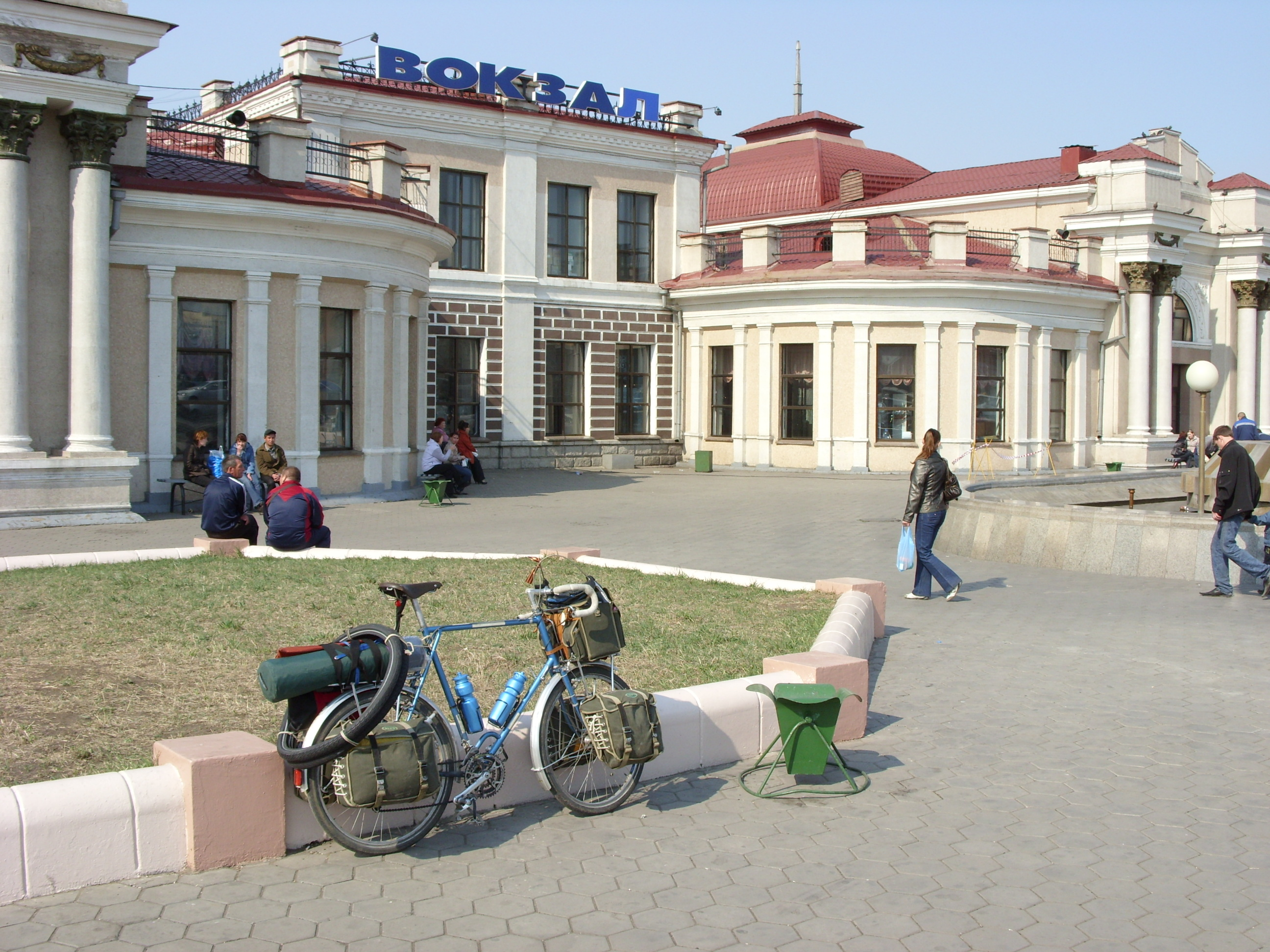
Bahnhof Tschita

Die Transbaikal-Eisenbahn (russisch Забайка́льская желе́зная доро́га / Sabaikalskaja schelesnaja doroga) ist eine bahnbetrieblich selbständige Filiale der Russischen Eisenbahnen (RŽD). Sie ist aus der gleichnamigen Regionaldirektion der RŽD und der früheren Sowjetischen Eisenbahnen (SŽD) bzw. des Verkehrswegeministeriums (MPS) hervorgegangen.

## Betriebsdaten und Organisation
Die Transbaikal-Eisenbahn mit Sitz in Tschita betreibt Eisenbahnstrecken der Spurweite 1520 mm (russische Breitspur) mit einer Betriebslänge von 3336 Kilometern in der ostsibirischen Region Transbaikalien und der fernöstlichen Oblast Amur.
Westlich schließen sich die Strecken der Ostsibirischen Eisenbahn an, östlich die der Fernost-Eisenbahn. Bei Sabaikalsk betreibt die Transbaikal-Eisenbahn einen Eisenbahngrenzübergang nach Manjur (Manzhouli, früher auch russisch Mantschschurija) in der Volksrepublik China, in Solowjowsk einen weiteren in die Mongolei (isolierte Strecke der Mongolischen Staatsbahn nach Tschoibalsan).
2008 wurden 106,9 Millionen Tonnen Güter, 5,4 Millionen Passagiere im Fern- und 5,8 Millionen im Vorortverkehr befördert. Im gleichen Jahr hatte die Bahn 49.348 Beschäftigte. Chef der Filiale ist Sergei Iwanow.
Die Transbaikal-Eisenbahn ist in drei Unterabteilungen (otdelenija) gegliedert, deren Verwaltungen sich in Tschita, Mogotscha und Swobodny befinden.

## Geschichte
Eine Bahnverwaltung mit Namen Transbaikal-Eisenbahn entstand erstmals 1901 mit dem Bau der Transsibirischen Eisenbahn. Sie umfasste in dieser Zeit die gesamte Strecke östlich des Baikalsees, also auch den Abschnitt der heutigen Ostsibirischen Eisenbahn in Burjatien ab Myssowaja. Nach verschiedenen Aus- und Wiedereingliederungen separater Bahnverwaltungen, so der Amur- und der Tschitaeisenbahn und der zeitweiligen Umbenennung in Molotow-Eisenbahn (nach dem sowjetischen Ministerpräsidenten bzw. Außenminister Wjatscheslaw Molotow) zwischen 1936 und 1943 bekam die Transbaikaleisenbahn ihre heutige Form im Juli 1959, als ihr der westliche, längere Teil der Amureisenbahn zugeordnet wurde.
Die Elektrifizierung (mit 25 kV 50 Hz Wechselstrom) begann bei der Transbaikal-Eisenbahn erst relativ spät, mit der Inbetriebnahme des Streckenabschnittes Petrowski Sawod – Karymskaja zwischen 1972 und 1974. Deshalb war der Transbaikalabschnitt der letzte auf der Transsib, auf welchem noch Dampflokomotiven auch im regulären Personenverkehr eingesetzt wurden. Die Arbeiten wurden erst Mitte der 1980er Jahre fortgesetzt und 1994 mit dem Lückenschluss der letzten 129 km zwischen Silowo und Ksenjewskaja abgeschlossen.

## Strecken
Die wichtigsten Strecken der Transbaikal-Eisenbahn sind:
- Transsibirische Eisenbahn: Abschnitt von Petrowsk-Sabaikalski (Station Petrowski Sawod), Streckenkilometer 5784 (inklusive) bis Archara, km 8080 (exklusive); zweigleisig; elektrifiziert mit Wechselstrom 25 kV 50 Hz Gleichstrom 3000 V. Damit betreibt die Transbaikal-Eisenbahn den mit knapp 2300 km längsten Transsib-Einzelabschnitt aller RŽD-Filialen.
- Karymskaja – Sabaikalsk, weiter in die Volksrepublik China; 360 km, eingleisig mit zweigleisigen Abschnitten, Elektrifizierung bis Borsja in Bau, weiter geplant. Diese Strecke bildete zu Beginn des 20. Jahrhunderts die westliche Zufahrt zur Chinesischen Osteisenbahn und war bis zur durchgängigen Eröffnung der Amureisenbahn nach Chabarowsk 1916 Teil der Hauptstrecke der Transsibirischen Eisenbahn nach Wladiwostok.
- verschiedene Stichstrecken, darunter (alle eingleisig, nicht elektrifiziert):
  - Belogorsk (km 7865 der Transsib) – Blagoweschtschensk (Verwaltungszentrum der Oblast Amur), Länge 107 km
  - Borsja – Solowjowsk (Grenzübergang in die Mongolei, Strecke nach Tschoibalsan), etwa 90 km
  - Charanor – Priargunsk mit Abzweig nach Krasnokamensk (bedeutendes Zentrum des Uranbergbaus), insgesamt gut 200 km